# Stephen Gaghan
Stephen Gaghan (/ˈɡeɪɡən/) (Louisville, 1965. május 6. –) amerikai filmrendező, valamint Oscar-, BAFTA-, Golden Globe- és Primetime Emmy-díjas forgatókönyvíró.
Ő írta Steven Soderbergh 2000-ben bemutatott Traffic című filmjének forgatókönyvét, mellyel legjobb adaptált forgatókönyv kategóriában Oscar-, BAFTA- és Golden Globe-díjakat nyert. Rendezőként és/vagy forgatókönyvíróként jegyzi az Elhagyatva (2002) és a  Sziriana (2005) című politikai thrillert, továbbá az Arany (2016) című bűnügyi filmdrámát és a  Dolittle (2020) című családi filmet.
A New York rendőrei című televíziós sorozat egy 1996-os epizódjának forgatókönyvéért Primetime Emmy-díjat kapott.

## Filmográfia

### Film
| Év   | Magyar cím                | Eredeti cím         | Feladatkör | Feladatkör |
| Év   | Magyar cím                | Eredeti cím         | Rendező    | Író        |
| ---- | ------------------------- | ------------------- | ---------- | ---------- |
| 2000 | A bevetés szabályai       | Rules of Engagement | Nem        | Igen       |
| 2000 | Traffic                   | Traffic             | Nem        | Igen       |
| 2002 | Elhagyatva                | Abandon             | Igen       | Igen       |
| 2004 | Alamo – A 13 napos ostrom | The Alamo           | Nem        | Igen       |
| 2005 | Ámok                      | Havoc               | Nem        | Igen       |
| 2005 | Sziriana                  | Syriana             | Igen       | Igen       |
| 2016 | Arany                     | Gold                | Igen       | Nem        |
| 2020 | Dolittle                  | Dolittle            | Igen       | Igen       |

### Televízió
| Év        | Magyar cím         | Eredeti cím         | Feladatkör | Feladatkör | Feladatkör | Megjegyzések |
| Év        | Magyar cím         | Eredeti cím         | Rendező    | Író        | Producer   | Megjegyzések |
| --------- | ------------------ | ------------------- | ---------- | ---------- | ---------- | ------------ |
| 1995      | Veszélyes küldetés | New York Undercover | Nem        | Igen       | Nem        | 1 epizód     |
| 1995–1996 |                    | American Gothic     | Nem        | Igen       | Nem        | 7 epizód     |
| 1996      | New York rendőrei  | NYPD Blue           | Nem        | Igen       | Nem        | 1 epizód     |
| 1997      | Ügyvédek           | The Practice        | Nem        | Igen       | Nem        | 2 epizód     |
| 1997–1998 | Álomjárók          | Sleepwalkers        | Nem        | Igen       | Koproducer | 1 epizód     |
| 2011      |                    | Metro               | Igen       | Igen       | Vezető     | tévéfilm     |
| 2015      |                    | White City          | Igen       | Nem        | Vezető     | tévéfilm     |
| 2019      | Kamrák             | Chambers            | Nem        | Igen       | Vezető     | 1 epizód     |

Színészként
- Alfie (2004) – Adam (magyar hangja Seder Gábor)[5]
- Törtetők (2008) – önmaga (1 epizód)

## Fontosabb díjak és jelölések
| Év   | Jelölt mű         | Díj                | Kategória                           | Eredmény |
| ---- | ----------------- | ------------------ | ----------------------------------- | -------- |
| 1996 | New York rendőrei | Primetime Emmy-díj | Legjobb forgatókönyv (drámasorozat) | Elnyerte |
| 2000 | Traffic           | Oscar-díj          | Legjobb adaptált forgatókönyv       | Elnyerte |
| 2000 | Traffic           | BAFTA-díj          | Legjobb adaptált forgatókönyv       | Elnyerte |
| 2000 | Traffic           | Golden Globe-díj   | Legjobb forgatókönyv                | Elnyerte |
| 2005 | Sziriana          | Oscar-díj          | Legjobb eredeti forgatókönyv        | Jelölve  |
| 2016 | Arany             | Golden Globe-díj   | Legjobb eredeti filmbetétdal        | Jelölve  |
| 2020 | Dolittle          | Arany Málna díj    | Legrosszabb rendező                 | Jelölve  |
| 2020 | Dolittle          | Arany Málna díj    | Legrosszabb forgatókönyv            | Jelölve  |

## Fordítás
- Ez a szócikk részben vagy egészben  a   Stephen Gaghan című angol Wikipédia-szócikk fordításán alapul.  Az eredeti cikk szerkesztőit annak laptörténete sorolja fel. Ez a jelzés csupán a megfogalmazás eredetét és a szerzői jogokat jelzi, nem szolgál a cikkben szereplő információk forrásmegjelöléseként.